# Reboot (fiktion)
 For alternative betydninger, se Reboot. (Se også artikler, som begynder med Reboot)
Reboot (engelsk for "genstart") er et udtryk, der i forbindelse med fiktion indenfor litteratur og film benyttes om ændringer i kronologien i et fiktivt univers. Der kan være flere grunde til at reboote en serie:
- Seriens forløb over tid betyder, at personerne er ældede ud over det sandsynlige, eller at seriens oprindelige verdensbillede er kommet ud af takt med tiden.
- En filmatisering har oversprunget nogle episoder i det litterære forlæg, og producerne forsøger at etablere en ny kronologi.
- En eller flere skuespillere trækker sig ud af projektet.